# Erron Maxey
Erron James Maxey (Lake Elsinore, California, 6 de diciembre de 1978) es un exjugador de baloncesto profesional americano.

## Carrera

### Instituto
Maxey asistió al Temescal Canyon High School durante dos años, donde fue una pieza fundamental en la alineación inicial de su equipo de baloncesto. Luego se transfirió a Elsinore High School donde fue capitán de la escuela por dos años consecutivos, ganando el MVP de la liga en 1996 y 1997. En 1997 alcanzó con el equipo un récord de 23–3 y salió campeón de la liga promediando 28.7 puntos, 14.1 rebotes, 3.5 asistencias y 4.0 bloqueos por juego individualmente. Acabó su paso por Elsinore High School como el máximo anotador de todos los tiempos y siendo galardonado en su año sénior con el "Riverside County Player of the Year".

### Universidad
Después de atraer mucho interés de varias universidades, Maxey eligió Providence, miembro de la Big East Conference. Como freshman jugó mayoritariamente en la posición de pívot y promedió 7.3 puntos y 4.3 rebotes por juego. Actuó en dos partidos en el Big East Tournament, anotando 22 puntos y agarrando cuatro rebotes.
Como sophomore, Maxey continuó jugando como pívot y mejoró sus medias a 9.9 puntos y 5.9 rebotes por juego. Terminó como el tercer goleador de su equipo y tuvo cuatro doble-doble.
Como junior, Maxey fue co-capitán de los Providence y terminó como el máximo anotador del equipo con 14.8 puntos por juego. Registró ocho doble-doble y marcó un récord personal de 21 rebotes en el Big East Tournament.
Como senior, Maxey fue el único capitán del equipo y terminó una vez más como el máximo anotador y reboteador de los Providence. 
Se presentó al draft 2001 de la NBA, pero no resultó seleccionado por ninguna franquicia.

### Profesional
Maxey comenzó su carrera profesional en 2001 en Ferro Carril Oeste de la Liga Nacional de Básquet de Argentina, donde en 8 partidos promedió 22.3 puntos y 5.3 rebotes. Regresó a su país para jugar con los Pennsylvania ValleyDawgs de la United States Basketball League. Allí participaría en 16 juegos. 
A mediados de 2002 arregló para jugar en el Pussihukat de la Korisliiga de Finlandia. Al concluir la temporada regresó a su país y se presentó al draft de la NBA Development League de 2003, siendo seleccionado en la octava ronda por los Columbus Riverdragons. Con ese equipo jugó toda la temporada 2003-04 de la NBA Development League, promediando 12.4 puntos, 4.4 rebotes y 1.5 asistencias por encuentro en 45 partidos. Pese a la buena actuación, su contrato no le fue renovado al año siguiente, por lo que el jugador permaneció inactivo durante varios meses, en los que participó del programa de telerrealidad sobre streetball Battlegrounds: King of the World, auspiciado por la empresa Nike y transmtido por MTV, donde usó el seudónimo de E Money. En 2005 terminó migrando a Hungría para sumarse al Klima-Vill Kaposvar SE de la Nemzeti Bajnokság I/A.
Luego de esa experiencia en el baloncesto húngaro y tras un breve paso por los Santos Reales de San Luis de México, en agosto de 2006 regresó a la Argentina para fichar con Quimsa. Jugó 48 partidos en un buen nivel, por lo que la temporada siguiente fue fichado por Atenas. En el medio registró un paso por el Baloncesto Superior Nacional de Puerto Rico como miembro de los Maratonistas de Coamo, donde jugó en 13 encuentros. De Atenas sería cortado en diciembre de 2007. 
En 2008 Maxey volvió a jugar para los Santos Reales de San Luis en el final de la temporada 2007-08 de la LNBP y para Quimsa en el comienzo de la temporada 2008-09 de la LNB, pero su actuación en ambos equipos no fue muy destacada. Cerró el año actuando como refuerzo de la Universidad de Concepción de Chile en la Liga de las Américas.
En enero de 2009 se incorporó a Obras Sanitarias de la LNB argentina. En los 13 partidos que jugó, promedió  14.4 puntos y 3.3 robos. 
La temporada 2009-10 la afrontó como parte del Gold Coast Blaze de la NBL. Mostrando un excelente nivel, terminó siendo reconocido como el Mejor Sexto Hombre del torneo. Permaneció unos meses más en Oceanía jugando para los Wellington Saints (con los que se consagraría campeón de la liga neozelandesa) y luego retornaría a Sudamérica como ficha extranjera de la Unión Atlética de la Liga Uruguaya de Básquetbol. Sin embargo en febrero de 2011 fue suspendido por darle positivo un control antidopaje.
Maxey regresó a los Wellington Saints para obtener otro campeonato local, y, tras ello, jugó una temporada con el Niigata Albirex BB en la Bj league de Japón. Luego de ello retornó a Sudamérica, jugando para los Búcaros de la Liga Profesional de Baloncesto de Colombia y para Nacional de la Liga Uruguaya de Básquetbol. Al finalizar su participación con el último equipo, recibió una oferta para sumarse a los Nelson Giants, en lo que sería su tercera participación en la NBL de Nueva Zelanda. En septiembre de 2013 hizo su regreso al Unión Atlética, equipo en el cual pudo actuar en 12 juegos antes de rescindir su contrato en enero de 2014.
Poco después le fue diagnosticada la enfermedad de Crohn, motivo por el cual el jugador entró en inactividad y viajó a China para recibir tratamiento médico. Estando en ese país fue reclutado para jugar en el Song Dynasty, un equipo de wildball (una variante del streetball) que competía en ligas no homologadas por la Asociación de Baloncesto de la República Popular China ni por la FIBA.
El 26 de marzo de 2015, Maxey firmó con los Toowoomba Mountaineers de la Queensland Basketball League. El estadounidense guio a su equipo hasta los playoffs, pero fueron eliminados en el cruce de semifinales ante los Mackay Meteors. Fue tan meritorio lo que hizo esa temporada, que terminó integrando el QBL All-Stars, el cual se enfrentó a los LSU Tigers y casi lo derrota.
En octubre de 2015 regresó a la Liga Uruguaya de Básquetbol, firmando con Bohemios para el resto de la temporada 2015–16. En 17 partidos para Bohemios promedió 19.6 puntos, 7.9 rebotes, 1.9 asistencias y 1.1 robos por juego. Finalizada su participación con el equipo, fue recontratado por los Toowoomba Mountaineers.
Maxey jugaría luego en la Universal Basketball Association -una liga menor de los Estados Unidos- y en otros torneos como la United Cup of Champions y la Copa Mitchell de las Américas con el equipo GIE Maile Matrix. A su vez también pudo disputar algunos partidos de la ABL con el equipo taiwanés Formosa Dreamers y formó parte del plantel del Song Dynasty, ya convertido en un equipo de baloncesto convencional e integrado a los torneos oficiales de la Asociación de Baloncesto de la República Popular China.